# Sansevieria cylindrica
Dracaena cylindrica (Sansevieria cylindrica) es una especie de Dracaena (Sansevieria), originaria de  África tropical en Angola, es ampliamente cultivada como planta ornamental.
Ahora se la ha incluido en el género Dracaena debido a los estudios moleculares de su filogenia.

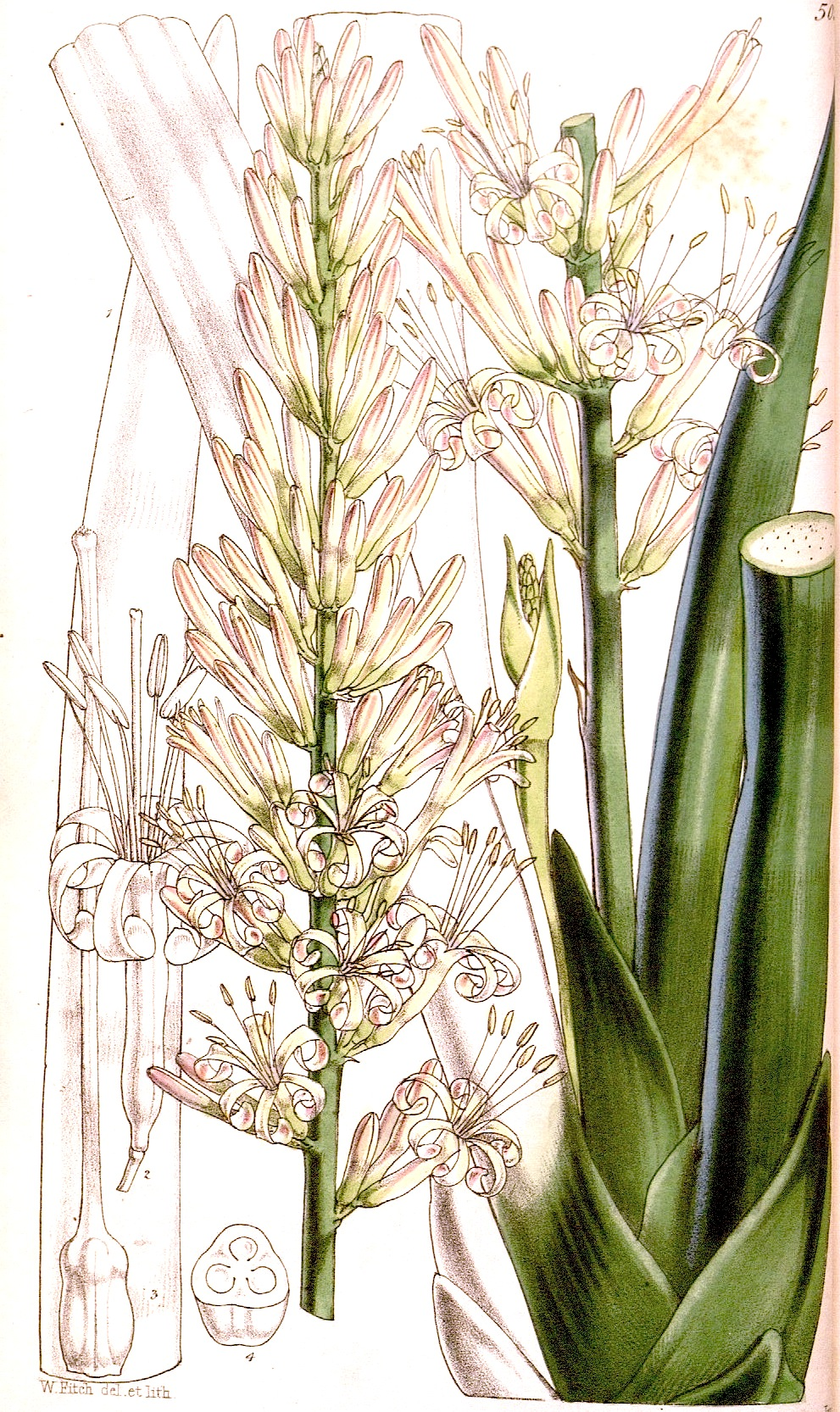
Ilustración

## Descripción
Plantas acaulescentes o subcaulescentes. Con 3–4 hojas, cilíndricas o apenas aplanadas, de hasta 1.5 (–2) m de largo y 3 cm de diámetro, ampliamente agudas, con bandas verde obscuras alternando con bandas verde claras. El escapo de hasta 1 m de largo, usualmente más corto que las hojas, las flores de 35–40 mm de largo, blancas, matizadas con rosado. El fruto de 8 mm en diámetro.

## Taxonomía
Sansevieria cylindrica fue descrita por Bojer ex Hook. y publicado en Botanical Magazine 85: t. 5093, en el año 1859.
Etimología
Sansevieria nombre genérico que debería ser "Sanseverinia" puesto que su descubridor, Vincenzo Petanga, de Nápoles, pretendía dárselo en conmemoración a Pietro Antonio Sanseverino, duque de Chiaromonte y fundador de un jardín de plantas exóticas en el sur de Italia. Sin embargo, el botánico sueco Thunberg que fue quien lo describió, lo denominó Sansevieria, en honor del militar, inventor y erudito napolitano Raimondo di Sangro (1710-1771), séptimo príncipe de Sansevero.
cylindrica: epíteto latino que significa "cilíndrica".
Sinonimia
- Acyntha cylindrica (Bojer ex Hook.) Kuntze
- Cordyline cylindrica (Bojer ex Hook.) Britton
- Sansevieria angolensis Welw. ex Carrière
- Sansevieria cylindrica var. patula N.E.Br.[7]